# Urophora
Urophora este un gen de muște din familia Tephritidae.

## Specii[1]
- Urophora acompsa
- Urophora adjacens
- Urophora aerea
- Urophora affinis
- Urophora agnata
- Urophora agromyzella
- Urophora algerica
- Urophora anthropovi
- Urophora aprica
- Urophora bajae
- Urophora bernhardi
- Urophora calcitrapae
- Urophora campestris
- Urophora cardui
- Urophora caurina
- Urophora chaetostoma
- Urophora chakassica
- Urophora chejudoensis
- Urophora chimborazonis
- Urophora christophi
- Urophora circumflava
- Urophora claripennis
- Urophora columbiana
- Urophora conferta
- Urophora congrua
- Urophora cordillerana
- Urophora coronata
- Urophora cubana
- Urophora cuspidata
- Urophora cuzconis
- Urophora digna
- Urophora disjuncta
- Urophora doganlari
- Urophora dzieduszyckii
- Urophora egestata
- Urophora euryparia
- Urophora eved
- Urophora fedotovae
- Urophora flexuosa
- Urophora formosa
- Urophora formosana
- Urophora funebris
- Urophora grindeliae
- Urophora hermonis
- Urophora hispanica
- Urophora hodgesi
- Urophora hoenei
- Urophora iani
- Urophora impicta
- Urophora ivannikovi
- Urophora jaceana
- Urophora jaculata
- Urophora jamaicensis
- Urophora japonica
- Urophora kasachstanica
- Urophora korneyevi
- Urophora longicauda
- Urophora lopholomae
- Urophora mamarae
- Urophora mandschurica
- Urophora maura
- Urophora mauritanica
- Urophora melanops
- Urophora mexicana
- Urophora misakiana
- Urophora m-nigrum
- Urophora mora
- Urophora neuenschwanderi
- Urophora nigricornis
- Urophora paulensis
- Urophora pauperata
- Urophora phalolepidis
- Urophora pontica
- Urophora quadrifasciata
- Urophora regis
- Urophora repeteki
- Urophora rufipes
- Urophora rufitarsis
- Urophora sachalinensis
- Urophora sciadocousiniae
- Urophora setosa
- Urophora shatalkini
- Urophora simplex
- Urophora sinica
- Urophora sirunaseva
- Urophora sjumorum
- Urophora sogdiana
- Urophora solaris
- Urophora solstitialis
- Urophora spatiosa
- Urophora spoliata
- Urophora stalker
- Urophora stenoparia
- Urophora stigma
- Urophora stylata
- Urophora syriaca
- Urophora tengritavica
- Urophora tenuior
- Urophora tenuis
- Urophora terebrans
- Urophora timberlakei
- Urophora townsendi
- Urophora tresmilia
- Urophora trinervii
- Urophora trivirgulata
- Urophora tsoii
- Urophora unica
- Urophora variabilis
- Urophora vera
- Urophora volkovae
- Urophora xanthippe